# 片切景重
片切 景重（かたぎり かげしげ、生年不詳 - 平治元年12月27日（1160年2月6日））は、平安時代末期の武将。兵庫助片切源太為行の子。信濃守源為公の曾孫にあたる。兄弟に弥太郎為重、二郎大夫為綱、三郎大夫行実、四郎禅門行心、七郎為遠、大嶋八郎宗綱らがあり、養子に従孫の片切為康。実子は名子氏を称した。信濃国伊那郡片切郷を本拠とする豪族・片切氏の将。仮名は小八郎大夫。名子大夫。

## 概要
河内源氏の郎党として源為義とその嫡子義朝に仕える。義朝に仕える以前に為義の家人であったことは、源氏（頼朝）方につくことを決めた橘公長が回想の中でかつて頼朝の祖父・為義（原文は「六條廷尉」）の御家人であった斎藤実盛・片切小八郎大夫の両名と喧嘩を起こした際に為義本人が登場、まずいことになった、と恐怖する公長をかたわらに意外にも為義は斎藤・片切をかえって諫めてくれた、その時の恩がある、という一節が『吾妻鏡』にみえていることから明らかである。これがいつ頃の出来事であるのか定かではないが、為義の御家人は常々京の各地で諍いごとを起こしていたことから、公長が「怖畏を成す」に至ったのも不思議ではない。景重の若年もしくは壮年時代の人柄をしのばせる挿話である。
保元元年（1156年）の保元の乱では、長兄の為重が崇徳上皇方に与したとされる一方で、景重は源義朝の郎党として後白河天皇方に参陣、『保元物語』には老将として奮戦する景重の姿が描写されている。

『白河殿攻め落す事』
長井斎藤別当実盛・弟の三郎実員・片切小八郎太夫景重・須藤瀧口已下宗徒の兵、責入々々戦ひければ、悪七別当・手取の与次・高間三郎・同四郎・吉田太郎已下、爰を前途と防ぎけり。片切八郎太夫に、手取与次ぞ懸合ける間、与次は若武者也、景重は老武者なる上、戦ひつかれて既にあぶなう見えける所を、秩父行成馳あはせて、能引てはなつ失に、与次が妻手の草摺のはづれを射させて引退けば、景重、勝に乗（っ）てぞ懸入ける。

景重は続く平治の乱（平治元年（1159年））でも義朝の信頼厚い武士として従軍する。『平治物語』ではまず上巻・第十四章「源氏勢揃いのこと」の巻にその名がみえる。
続いて

（前略）義朝たのむ所のつはものどもには、嫡子悪源太義平十九歳、次男中宮大夫進 
朝長十六歳、三男兵衛佐頼朝十二歳・・（中略）・・郎等には鎌田兵衛正清、三浦介二郎義澄、
山内首藤刑部丞俊通、子息滝口俊綱、長井斎藤別当実盛、信濃国の住人片切小八郎大夫景重、
上総介広常、近江国の住人佐々木源三秀義、これらをはじめとして、その勢二百余騎にはすぎざりけり。

『平治物語』侍賢門の戦の事

また義朝の長子義平に従って平重盛の500騎の軍勢に切り込む東国武士の精鋭17騎の一人として戦ったことも、『平治物語』同巻にみえている。これは義平が平家嫡男との一騎討ちを求めて逃げる重盛を執拗に追う有名な場面である。

義朝、是をみて、「悪源太はなきか。信頼といふ大臆病人が、待賢門をはや破られつるぞや。あの敵追出せ。」との給ければ、
「承候」とてかけられけり。つゞく兵には、鎌田兵衛・後藤兵衛・佐々木源三・波多野次郎・三浦荒次郎・須藤形部・長井斎藤別当・岡部六弥太・猪俣小平六・熊谷次郎・平山武者所・金子十郎・足立右馬允・上総介八郎・関次郎・片切小八郎大夫、已上十七騎、くつばみをならべて馳向ひ、大音声をあげて・・・（中略）・・・悪源太を始として、十七騎の兵ども、大将軍に目をかけて、大庭の椋木を中にたてて、左近の桜、右近の橘を七八度まで追まはして、くまん＜とぞ揉だりける。十七騎に懸立られて、五百余騎かなはじとや思ひけん、大宮面へさ（っ）と引。

寡兵の義朝軍はやがて劣勢に陥るが、屈服を肯んじ得ない義朝・義平は最後の一戦を望んで六波羅に向かう。付き従う残存少数の武士の中に再び小八郎の名が見られる。

悪源太、川はせわたして父と一手と成って六波羅へ向てぞかけたりける。これをかぎりと見えければ、
伴輩たれたれぞ。悪源太義平、中宮大夫進、右兵衛佐、三郎先生、十郎蔵人義盛、陸奥六郎、
平賀四郎、鎌田兵衛、後藤兵衛、子息新兵衛、三浦荒次郎、片切小八郎、上総介八郎、佐々木三郎、平山武者所、
長井斎藤別当実盛を始として二十余騎、六波羅へをしよせ一二の垣楯うちやぶりておめひてかけ入、さんざんに戦けり。 

『平治物語』六波羅合戦の事

『平治物語』によれば、小八郎は再起を期す義朝・頼朝親子が東国に向けて敗退する時間を得るべく山内首藤俊通と共に必死の防戦に努めたが、敵の大軍に囲まれ六条河原で討死したという。

敵、すきをあらせずとりこめて、首藤刑部丞をうちにける。かかるところに、
片切小八郎大夫景重、是をみて、刑部丞がうたれにける大勢の中へかけ入、よき敵一騎きつておとし、
其後、面もふらずたたかひける。運の極めにや有けん、
太刀二つにおられければ、刀をぬき、錣をかたぶけつッとより、よき敵とさしちがへてぞ死にける。
『平治物語』中巻・義朝敗北の事

敵に囲まれた旧友・山内俊通が討たれるのを見た小八郎は、敵の大軍の真っ只中に踊り出て、名のある敵を斬って落としたのを皮切りに凄まじい戦いぶりを見せるが、太刀が真っ二つに折れるに至って己の武運が尽きたことを悟り、脇差を抜くと名のある敵と刺し違えた、というのである。主人のために身を捨てて大軍に斬り込み奮戦するも、運の極めを潔く受け入れよき敵と刺し違えるという小八郎の姿は、敵と切り結ぶその最中に太刀が真っ二つに折れるというドラマティックな描写と相まって、鎌倉時代の軍記物語の理想の武士像に近いと言えよう。
片切の家督は養子の片切為康が継ぐが領地は平家によって没収された。25年が経ち、為康が鎌倉殿となった壮年の頼朝に歓待され養父・小八郎大夫の働きを回顧する頼朝によって所領を平家没官領として返還される著述が、『吾妻鏡』（1184年6月23日の項）に見られる。平家が京を追われた年である。

庚辰

片切の太郎為安、信濃の国よりこれを召し出さる。殊に憐愍せしめ給う。これ父小八郎大夫は、
平治逆乱の時、故左典厩の御共たるの間、片切郷は、平氏の為収公せられ、
すでに二十余年手を空うす。仍（よ）って今日元の如く領掌すべきの由仰せらると

現在の長野県下伊那郡松川町にある小八郎岳は、景重がその頂に避暑地としての山城を築いたことからその名が付いたと云われる。